# 锡欧格圣玛丽
锡欧格圣玛丽（法語：Siaugues-Sainte-Marie，法語發音：[sjoɡ sɛ̃t maʁi]）是法国上卢瓦尔省的一个市镇，属于布里尤德区。

## 地理
锡欧格圣玛丽（45°5'37"N, 3°37'57"E）面积40.01 平方千米，位于法国奥弗涅-罗讷-阿尔卑斯大区上盧瓦爾省，该省份为法国中南部省份，北起多姆山省和卢瓦尔省，西接康塔爾省，南至洛泽尔省，东临阿尔代什省。
与锡欧格圣玛丽接壤的市镇（或旧市镇、城区）包括：维萨克-欧泰拉克、阿列河畔圣阿尔孔、圣贝兰、圣让德奈、圣于连德沙兹。

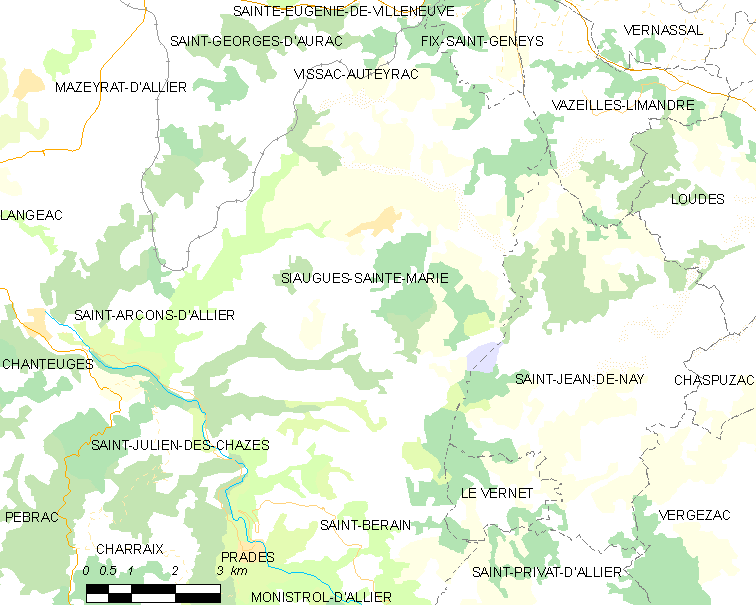
锡欧格圣玛丽的OSM定位图

锡欧格圣玛丽的时区为UTC+01:00、UTC+02:00（夏令时）。

## 行政
锡欧格圣玛丽的邮政编码为43300，INSEE市镇编码为43239。

## 政治
锡欧格圣玛丽所属的省级选区为阿列峡-热沃当县。

## 人口

1962-2008年间锡欧格圣玛丽人口变化图示

锡欧格圣玛丽于2022年1月1日时的人口数量为827人。